# 卡拉西諾耶湖
56°8′37.85″N 49°2′16.01″E / 56.1438472°N 49.0377806°E
卡拉西諾耶湖（俄语：Карасиное），是俄羅斯的湖泊，位於該國西部韃靼斯坦共和國，由維索卡亞戈拉區負責管轄，長0.7公里、寬0.25公里，面積0.12平方公里，平均水深3米。